# Earl Woods
 (mars 2019).
Si vous disposez d'ouvrages ou d'articles de référence ou si vous connaissez des sites web de qualité traitant du thème abordé ici, merci de compléter l'article en donnant les références utiles à sa vérifiabilité et en les liant à la section « Notes et références ».
Pour les articles homonymes, voir Woods.
Earl Dennison Woods, né le 5 mars 1932 à Manhattan (Kansas) et mort le 3 mai 2006 à Cypress (Californie), est un officier de l'armée américaine. Il sert dans l'armée de 1954 à 2006 (il est vétéran du Viêt Nam), et obtient le grade de lieutenant-colonel.
Il est le père du golfeur Tiger Woods.
Il est le premier joueur de baseball afro-américain de la conférence Big 8 sous les couleurs des Wildcats de Kansas State au début des années 1950,, il a trois enfants de son premier mariage avec Barbara Hart : deux fils  Earl Jr. (né en 1955) et Kevin (né en 1957) et une fille sœur Royce (née en 1958).
Durant la guerre du Viêt Nam, au milieu des années 1960, il fait la connaissance à Bangkok d'une jeune réceptionniste d'hôtel thaïlandaise, Kultida Punsawad (1944-2025),, avec qui est se marie. Le couple s'installe à New York au début des années 1970. En 1974, ils quittent New York pour la Californie  à la suite de la retraite d'Earl Woods pour qu'il soit plus proche de ses trois enfants. L'année suivante, ils voient la naissance du seul enfant de leur mariage, Eldrick (plus connu sous le surnom de « Tiger »).